# Diasparactus
Genre
Espèce
Diasparactus est un genre éteint de grands tétrapodes ressemblant beaucoup à des reptiles qui vivait durant le Mississippien en Amérique du Nord (Nouveau-Mexique et Oklahoma). 
Un squelette complet découvert un an après la création de l'espèce montre que l'animal mesurait 1,35 mètre de long.